# 静岡県道176号鷹岡柚木線
静岡県道176号鷹岡柚木線（しずおかけんどう176ごう たかおかゆのきせん）は、静岡県富士市内を通る一般県道である。

## 概要

### 路線データ
- 起点：静岡県富士市天間（静岡県道397号富士根停車場線交点）
- 終点：静岡県富士市柚木（静岡県道396号富士由比線交点）

## 沿革
- 1960年（昭和35年）4月1日 - 認定[1]

## 地理

### 通過する自治体
- 静岡県富士市

### 接続する道路
- 静岡県道397号富士根停車場線（起点：富士市天間）
- 静岡県道396号富士由比線（東海道）（終点：橋下交差点）

### 周辺
- JR身延線
  - 富士根駅
  - 入山瀬駅
  - 柚木駅
- 富士市立岩松中学校
- 富士市立天間小学校
- 富士市立鷹岡小学校
- 富士市立岩松小学校
- 富士市立岩松北小学校
- 東洋インキ 富士製造所
- 大王製紙グループ
  - 大宮製紙 富士工場 鷹岡事業所
  - 王子キノクロス
    - 本社・開発研究所・富士工場
    - 富士宮工場
- 王子特殊紙
  - FP事業本部 第一製造所
  - 東海工場 富士宮製造所
- 丸富製紙 富士根工場
- 丸井製紙 本社・工場
- ジャンボエンチョー 富士西店

## その他
- 路線名の「鷹岡」は、起点付近の旧自治体名（静岡県富士郡鷹岡町）に由来する。